# 胡偉 (嘉靖進士)
胡偉（1499年—？年），字士奇，武功中卫匠籍，山西忻州五臺縣人。明朝政治人物。

## 生平
治《詩經》，由順天府學增廣生中式順天府鄉試第七十六名舉人，嘉靖二年（1523年）癸未科會試第二百六十名，第二甲第四十五名進士。授山西代州知州，嘉靖六年九月以李福达案被革职充军。

## 家族
曾祖胡玉，百户。祖父胡瑾，鎮撫。父胡忠。母李氏。具庆下。行二，兄俊、弟儒、僑。